# (17471) 1991 EO2
(17471) 1991 EO2 là một tiểu hành tinh vành đai chính. Nó được phát hiện bởi Henri Debehogne ở Đài thiên văn La Silla ở Chile ngày 11 tháng 3 năm 1991.